# کمیته کارشناسان سازمان ملل متحد برای مدیریت اطلاعات مکانی جهانی
کمیته کارشناسان سازمان ملل متحد برای مدیریت اطلاعات مکانی جهانی ابتکار عملی از سوی سازمان ملل متحد برای توسعه جهانی داده‌های مکانی است.